# Canal Léopold
Le canal Léopold (en néerlandais Leopoldvaart, Leopoldkanaal ou Blinker) est une voie navigable artificielle de 46 km située dans le nord de la province de Flandre-Occidentale et de la province de Flandre-Orientale.

## Géographie

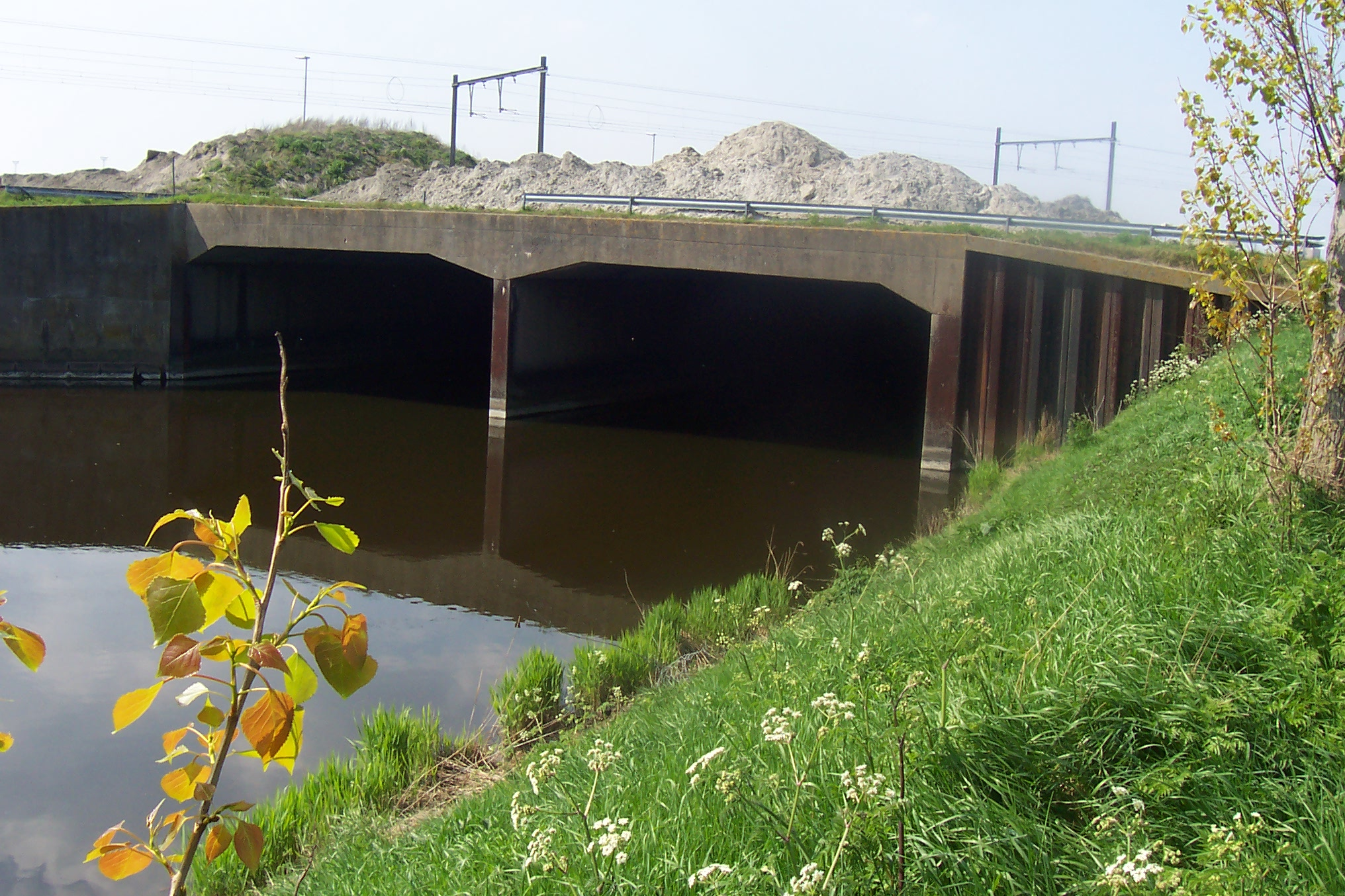
Le canal Léopold à Zeebruges

Le canal traverse les communes d’Assenede, de Sint-Laureins, de Maldegem, de Damme et de Bruges   (Zeebruges). Il est parallèle au canal de Schipdonk sur les 20 derniers kilomètres de son parcours où les deux canaux ne sont séparés que par une digue. 
Dans le langage populaire on appelle les deux canaux jumeaux le « Blinker » et le « Stinker » ce qui se traduit par « le Brillant » et « le Puant ». Les eaux du canal de Schipdonk étaient très polluées par l'industrie du nord de la France et l'industrie du lin sur le Lys dans la région de Courtrai, d'où le nom « le Puant ».
Au nord-est de Boekhoute, le canal communique via le canal Isabelle avec le Braakman et l'Escaut occidental.

## Histoire
La volonté de la construction du canal est apparue après 1830 lors l'indépendance de la Belgique. Le canal tient son nom de Léopold Ier de Belgique qui fut le premier roi des Belges. Le creusement du canal se déroula de 1843 à 1854 mais les plans d'origine ne furent pas complètement suivis. Le canal ne rejoint donc pas dans le canal Gand-Terneuzen mais s'arrête dans la région de Boekhoute.
À son origine, le canal avait également une fonction militaire en cas de guerre avec les Pays-Bas. C'est pour cela qu'il suivait la frontière néerlandaise d'aussi près. Il ne fut toutefois jamais utilisé dans un but militaire. Il a néanmoins servi dans ce cadre lors de la fin de la Seconde Guerre mondiale. Lors de la bataille de l'Escaut en octobre 1944, les Allemands, aidés par le canal, ont fait preuve d'une forte résistance face à l'avancée des alliés.